# Lac Towada
Pour les articles homonymes, voir Towada (homonymie).
Le lac Towada (十和田湖, Towadako) est un lac du Nord du Japon, situé sur l'île de Honshū, à la frontière entre les préfectures d'Aomori et d'Akita. Cette étendue d'eau, d'une superficie d'environ 61,53 km2, constitue la source du fleuve Oirase. Elle est apparue il y a 55 000 ans, au cours d'une période d'activité volcanique du volcan Towada.
Classé lieu spécial de beauté pittoresque national et monument naturel national, le lac Towada est compris dans le parc national de Towada-Hachimantai depuis 1936.

## Géographie

### Situation
Le lac Towada est situé dans le nord de l'île principale de l'archipel japonais : Honshū. Environ 540 km au nord-est de l'agglomération de Tokyo, il est à cheval sur le sud-ouest de Towada, ville du sud de la préfecture d'Aomori, et le nord-est de Kosaka, bourg du nord-est de la préfecture d'Akita. Il forme une partie du sud de la section nord du parc national de Towada-Hachimantai.

### Topographie
Le lac Towada est un lac de caldeira. Il est bordé par des massifs montagneux composés d'anciens édifices volcaniques. Alentour, les sommets les plus élevés sont les monts Ohanabe (1 011 m), au nord, Towada (1 054 m), aussi appelé Towadafuji,, à l'est, Shiroji (1 034 m),, à l'ouest, et Towari (991 m), au sud-est.
L'étendue d'eau a une superficie d'approximativement 61 km2, pour un périmètre de 46 km. Elle s'étend sur environ 8 km d'ouest en est et, dans sa plus grande largeur, 9,5 km du nord au sud, à une altitude de 400 m,. Sa profondeur moyenne est de 71 m,, et sa profondeur maximale, mesurée au large de la rive sud, est de 327 m,. Le sol de la cuvette lacustre ne dépasse les 100 m de profondeur que dans le périmètre quasi circulaire formé par les deux péninsules de la rive méridionale du lac : les péninsules Nakayama et Ogura,. Le mont Ogura (690 m) constitue la pointe de cette dernière.

### Hydrographie
Selon l'institut national d'études environnementales du Japon, un organisme public de recherche scientifique fondé en 1974, le cycle de renouvellement de l'eau du lac Towada est d'environ 8,5 ans pour un volume d'eau de 4,2 km3 — en comparaison, le plus grand lac d'eau douce du Japon, le lac Biwa, situé au nord-est de Kyoto, renouvelle ses 27,5 km3 d'eau en 5 ans, en moyenne. Le bassin versant du lac couvre une superficie de 129 km2. L'étendue lacustre est alimentée par une soixante-dizaine de cours d'eau dont la moitié sont intermittents. Le ruisseau Ōkawa dont les flots naissent sur le versant est du mont Shiroji, traverse le lieu-dit Ōkawatai sur la rive ouest du lac. Les rivières Utarube, qui prend sa source au mont Towari, et Kanda sont des tributaires du lac qui ont leur embouchure sur le littoral sud,. Le fleuve Oirase, dont le cours se développe depuis le lieu-dit Nenokuchi sur la rive est, d'abord vers le nord puis l'est, en direction de l'océan Pacifique, est l'unique émissaire du lac,.

### Frontière interpréfectorale
En 1871, lorsque le gouvernement de Meiji officialise le découpage du territoire national en préfectures, le lac Towada occupe la partie centrale de la ligne frontière séparant les préfectures d'Aomori et d'Akita. Vers la fin des années 2000, les gouverneurs des deux préfectures et les maires des municipalités de Towada et Kozaka entament des négociations en vue de régler le litige territorial plus que centenaire. Le 29 août 2008, une résolution est arrêtée : la frontière est établie de l'embouchure de la rivière Kanda, au pied de la péninsule Nakayama, jusqu'au sommet du mont Ohanabe qui domine la rive nord. Ainsi, la ville de Towada récupère 60 % de la superficie de l'étendue d'eau, et Kozaka le reste. En décembre 2012, le ministère des Affaires intérieures et des Communications entérine l'accord quadripartite,,.

## Histoire

### Formation
L'orogenèse du volcan Towada s'ouvre il y a deux mille ans. Des mouvements tectoniques du sous-sol de l'arc volcanique nord-est du Japon font jaillir de la lithosphère des coulées de magma qui s'empilent à la surface du sol, formant des stratovolcans dont l'activité volcanique se caractérise par des éruptions explosives. De 55 000 ans à 15 000 ans BP, des éjections de pyroclastites et des éruptions du type phréato-magmatique donnent naissance à une caldeira d'environ 11 km de diamètre,. L'eau qui s'accumule dans celle-ci engendre un lac de cratère. Durant les 3 000 ans suivants, des successions d'éruptions explosives et d'épanchements de lave font émerger un stratovolcan, le volcan Goshikiiwa, dans la partie méridionale de la caldeira. Vers 7 600 ans BP, une série d'éruptions engendre la formation d'un dôme de lave, sur le bord nord-est du Goshikiiwa : le mont Ogura. Entre 12 000 ans BP à 2 700 ans, un autre dôme apparaît au centre de la dépression volcanique : Mikadoishi,. L'activité éruptive des édifices volcaniques et l'érosion mécanique des falaises volcaniques provoquent le comblement de la caldeira et la formation du fleuve Oirase. Par la suite, l'effondrement du lit d'une section amont de l'émissaire du lac s'effondre, laissant place à une gorge,. Entre 6 200 ans BP à 2 800 ans, la chambre magmatique du Goshikiiwa se vide de sa matière volcanique, et de l'eau entre par les fissures du versant nord de son cratère sommital qui s'écroule, créant un second lac de cratère de 3 km de diamètre, appelé Nakaumi,,.

### Éruption de l'époque de Heian
À l'ère commune, des documents historiques rapportent l'entrée en activité de la caldeira Nakaumi, en 915. Des explosions de vapeur produisant des lahars sont observées, et un volume équivalent en « roche dense » (DRE) d'environ 2,1 km3 de tephras est expulsé du cratère. L'Agence météorologique du Japon, se conformant à des normes internationales depuis 2003, considère qu'un volcan est actif s'il est entré en éruption au cours de l'Holocène, soit depuis les 10 000 dernières années environ, ou s'il manifeste une activité géothermique importante. Par conséquent, elle classe le Towada dans sa liste des volcans actifs du Japon.

### Histoire humaine

#### De l'époque de Heian au début de l'ère Meiji
Au début de l'époque de Heian (794-1185), l'empereur Kanmu charge Sakanoue no Tamuramaro, un chef de guerre de la cour impériale, de la pacification du nord de Honshū,. Au cours de son expédition, le généralissime est contraint de traverser le lac Towada un jour d'orage. Afin d'obtenir l'aide du ciel dans cette entreprise périlleuse, il fait construire, en 807, sur la rive est de la péninsule Nakayama, un hokora, sanctuaire shinto miniature. Le lieu saint rend hommage au fils légendaire de l'empereur Keikō : le prince Yamato Takeru, qui aurait combattu, en son temps, le peuple autochtone de Honshū,. Au cours des époques de Heian et de Kamakura (1185-1333), l'endroit devient un lieu de prière et d'entraînement d'ascètes montagnards bouddhistes. La vénération de la déité marine Suijin étant répandue dans le nord de Honshū, un culte d'une divinité apparentée s'y installe : la « foi Towada », centrée sur Seiryū, le dragon azur, gardien légendaire du lac, d'où l'autre nom du sanctuaire : Towadasan Seiryū daigongen,. Durant l'époque d'Edo (1603-1868), sous le nom de « sanctuaire Towada Kumano gongen », il est aussi un lieu de culte du clan Nanbu.
Jusqu'au début de l'ère Meiji (1868-1912) et la promulgation de lois gouvernementales réduisant l'influence du bouddhisme dans le pays, le lac et ses environs restent une terre sacrée du shintoïsme et du bouddhisme, dans le périmètre de laquelle toute activité est régie par des interdits religieux, notamment le respect de toute forme de vie,.

#### Époque moderne
Le lac Towada, issu de l'activité volcanique du sous-sol, est originellement une étendue lacustre sans poisson. En outre, la cascade Chōshi sur le cours supérieur du fleuve Oirase, haute de 7 m, empêche toute remontée du cours d'eau par des poissons,. L'année 1884 et suivante, un entrepreneur local, Wainai Sadayuki (1858-1922), tente en vain d'acclimater des centaines de carpes communes dans le lac. En 1900, l'introduction de 5 000 saumons du Japon provenant d'un centre aquacole d'Aomori, et de 35 000 truites biwa nées dans une écloserie du lac Chūzenji à Nikkō ne donne rien. Trois ans plus tard, Wainai ouvre une écloserie pour accueillir 50 000 œufs de saumons nerka importés du lac Shikotsu, un plan d'eau de l'île de Hokkaidō. En 1905, l'observation de saumons adultes nageant en groupes dans les eaux du lac apporte la preuve du succès de l'opération d'empoissonnement,,. Par la suite d'autres espèces de poissons ont été acclimatées dans le lac ; en 2000, une quarantaine d'espèces y sont recensées.
En 1928, le lac Towada et le cours supérieur du fleuve Oirase sont classés lieux de beauté pittoresque et monuments naturels nationaux par le gouvernement japonais. Le 1er février 1936, le lac est compris dans le parc national de Towada-Hachimantai nouvellement créé. En 1952, le classement des deux sites naturels est augmenté de la mention « spéciaux »,,.

## Toponymie
Bien avant l'arrivée des Japonais, l'île de Hokkaidō et le nord de l'île de Honshū étaient habités par une population aborigène : les Aïnous. Le toponyme « Towada » dérive de l'expression de la langue aïnou : « to watara (ト ワタラ) », signifiant littéralement « lac rocheux, ». Le nom originel du point d'eau semble décrire sa configuration méridionale faite de falaises et de d'îles rocheuses. Dans un document historique, datant de l'ère Tenbun (1532-1555) et propriété d'une famille de la province de Mutsu, l'étendue lacustre est appelée « 十曲湖 (Towada no umi) », une dénomination utilisée, en 1807, par le naturaliste Sugae Masumi pour intituler son carnet de voyage rapportant son exploration de la région,,.

## Dans la culture populaire

### Légende
Une légende locale raconte que vers la fin du IXe siècle, un bûcheron du Nord de l'île de Honshū, nommé Hachirō Tarō, but l'eau d'un puits découvert dans une vallée où il s'était rendu pour pêcher. L'homme, d'une stature de géant, fut transformé en un dragon. Les premiers pas de l'animal ébranlèrent tant et si bien le sol qu'un lac prit forme au cœur de la vallée. Le dragon en fit sa demeure. À la même époque, arriva dans la région un moine bouddhiste appelé Nansobō et originaire de la province de Kii. Il avait reçu du ciel une paire de sandales en fer, et une voix céleste lui avait ordonné de poursuivre son pèlerinage jusqu'à ce que ses chaussures se brisent. L'événement survint lorsqu'il atteignit les rives du lac Towada. Alerté par sa présence insistante, le maître des lieux tenta de le chasser. Nansobō résista et se changea en un dragon de 36 m de long et doté de neuf têtes. La bataille pour la possession du lac tourna à l'avantage du moine. Le dragon abandonna son repaire et s'enfuit,.